# Веліляєв Леонід Абібулаєвич
Леонід (Насибулла) Абібулайович Велиляєв (крим. Nasibulla Abibulla oğlu Velilâyev, Насибулла Абибулла огълу Велиляев; 15 травня 1916 — 27 грудня 1997) — повний кавалер ордена Слави.

## Біографія
Народився 1916 року в селі Акмонай (нині Кам'янське) Ленінського району. Кримський татарин. Закінчив сільську школу. Після школи працював на Керченському металургійному заводі . Був призваний до армії під час Фінської війни. Після війни був демобілізований, але повернутися додому не встиг, почалася війна з Німеччиною. Безпосередньо з Київського вокзалу Веліляєв вирушив у військовий комісаріат. Був призначений командиром розвідувальної групи у званні старшого сержанта. Неодноразово було поранено. Брав участь у визволенні Одеси, Ковеля, Польщі. До кінця війни Веліляєв за мужність був нагороджений орденами Слави II (25.09.1944) та III ступеня (15.05.1944), а також численними бойовими медалями. За взяття в полон німецького генерала було нагороджено орденом Слави І ступеня, який йому в Кремлі вручив М. І. Калінін (15.05.1946).
1970 року, у зв'язку з 25-річчям Великої перемоги, у Кремлі Веліляєв отримав у подарунок від міністра оборони СРСР Маршала Радянського Союзу Гречка іменний годинник.
Після війни жив у місті Антрацит Ворошиловградської області .